# Susan Brownmiller
Susan Brownmiller, född Warhaftig den 15 februari 1935 i Brooklyn i New York, död 24 maj 2025 i New York, var en amerikansk journalist, författare och feminist som bland annat är känd för boken Against Our Will: Men, Women and Rape som publicerades år 1975.

## Biografi
Brownmiller föddes i Brooklyn, New York, USA. Hennes mor arbetade som sekreterare i Empire State Building och hennes far arbetade med försäljning i varuhuset Macy's. Brownmiller gick på Cornell University och återvände därefter till hemstaden New York. Hon har arbetat som reporter och frilansförfattare och arbetade som skådespelare på Broadway innan hon påbörjade sin karriär som journalist.
Under 1960-talet arbetade Brownmiller som frilansjournalist för bland andra ABC och NBC.